# Youri Tielemans
Youri Marion A. Tielemans (Sint-Pieters-Leeuw, Brabante Flamenco, 7 de mayo de 1997) es un futbolista belga que juega como centrocampista en el Aston Villa F. C. de la Premier League de Inglaterra.

## Trayectoria

### Anderlecht
Se formó en las inferiores del Anderlecht, demostrando sus cualidades y talento en ellas.
En el segundo semestre de 2013 fue ascendido al primer equipo del Anderlecht. Debutó en Primera el 28 de julio de ese año, ante Lokeren ingresando al minuto 24 por Sacha Kljestan debido a una lesión en su oreja, en este partido perdieron como locales 3 a 2.
Su primer gol lo marcó ante K.A.S. Eupen el 25 de septiembre en la Copa de Bélgica, el partido terminó 7 a 0.
En octubre, con 16 años y casi 5 meses de edad, debutó en la Champions League frente a Olympiacos, perdieron 3 a 0 siendo locales. Luego disputó 3 partidos más en esta competición.

### Mónaco
El 24 de mayo de 2017, pasó los exámenes médicos y fichó por la Association Sportive de Monaco Football Club hasta el año 2022, a cambio de 23 millones de euros.

### Inglaterra
El 31 de enero de 2019 el Leicester City logró su cesión hasta final de temporada. El 8 de julio de 2019, el conjunto inglés hizo oficial su regreso tras llegar a un acuerdo con el Monaco para su traspaso.
En el año 2021 fue clave en la victoria del Leicester City contra el Chelsea F. C. en la final de la FA Cup, marcando un gol de media distancia y que sería el único del partido, permitiendo a los foxes alzar la primera FA Cup de su historia.
El 10 de junio de 2023 se anunció su fichaje por el Aston Villa F. C. a partir del 1 de julio una vez expirara su contrato.

## Selección nacional

### Categorías inferiores
Fue internacional con la selección de Bélgica en las categorías sub-15, sub-16 y sub-21.

#### Participaciones en juveniles
| Competición                                   | Sede   | Resultado    | Partidos | Goles |
| --------------------------------------------- | ------ | ------------ | -------- | ----- |
| Clasificación para la Eurocopa Sub-21 de 2015 | Europa | No clasificó | 3        | 1     |
| Clasificación para la Eurocopa Sub-21 de 2017 | Europa | No clasificó | 8        | 4     |

### Absoluta
Fue convocado por primera vez a la selección absoluta de Bélgica para las fechas FIFA de junio en el año 2015, por el entrenador Marc Wilmots. Youri estuvo en el banco de suplentes con 18 años recién cumplidos en los dos partidos que se disputaron, un amistoso contra Francia y contra Gales en la clasificación a la Eurocopa, pero no tuvo minutos.
A finales del año 2016, volvió a ser considerado en la selección mayor, esta vez fue citado por Roberto Martínez para las fechas FIFA de octubre. Pero nuevamente estuvo en el banco de suplentes sin ingresar, contra Bosnia y Herzegovina y Gibraltar.
Para el siguiente mes, el entrenador lo citó otra vez. Finalmente el 9 de noviembre de 2016 debutó con la selección belga absoluta, fue en un amistoso contra Países Bajos, ingresó en el minuto 84 y empataron 1-1 en el Ámsterdam Arena. Disputó su primer partido con 19 años y 186 días, utilizó la camiseta número 8.
A nivel oficial, su debut se produjo el 13 de noviembre, fue contra Estonia en las eliminatorias a la Copa Mundial, ingresó en el minuto 79 pero le bastó para brindarle una asistencia a Romelu Lukaku, jugador que sentenció el marcador final 8-1.
El 4 de junio de 2018 el seleccionador Roberto Martínez lo incluyó en la lista de 23 para el Mundial.

#### Participaciones en Copas del Mundo
| Mundial           | Sede  | Resultado    | Partidos | Goles |
| ----------------- | ----- | ------------ | -------- | ----- |
| Copa Mundial 2018 | Rusia | Tercer lugar | 4        | 0     |
| Copa Mundial 2022 | Catar | Primera fase | 3        | 0     |

#### Participaciones en Eurocopas
| Eurocopa      | Sede     | Resultado        | Partidos | Goles |
| ------------- | -------- | ---------------- | -------- | ----- |
| Eurocopa 2020 | Europa   | Cuartos de final | 4        | 0     |
| Eurocopa 2024 | Alemania | Octavos de final | 3        | 1     |

## Estadísticas

### Clubes
Actualizado al último partido disputado el 16 de agosto de 2025.
| Club | Div.          | Temporada     | Liga  | Liga  | Liga   | Copas nacionales(1) | Copas nacionales(1) | Copas nacionales(1) | Torneos internacionales(2) | Torneos internacionales(2) | Torneos internacionales(2) | Total | Total | Total  |
| Club | Div.          | Temporada     | Part. | Goles | Asist. | Part.               | Goles               | Asist.              | Part.                      | Goles                      | Asist.                     | Part. | Goles | Asist. |
| --- | ------------- | ------------- | ----- | ----- | ------ | ------------------- | ------------------- | ------------------- | -------------------------- | -------------------------- | -------------------------- | ----- | ----- | ------ |
| R. S. C. Anderlecht · Bélgica | 1.ª           | 2013-14       | 29    | 1     | 6      | 2                   | 1                   | 0                   | 4                          | 0                          | 0                          | 35    | 2     | 6      |
| R. S. C. Anderlecht · Bélgica | 1.ª           | 2014-15       | 39    | 6     | 5      | 5                   | 2                   | 0                   | 8                          | 0                          | 1                          | 52    | 8     | 6      |
| R. S. C. Anderlecht · Bélgica | 1.ª           | 2015-16       | 34    | 6     | 3      | 2                   | 1                   | 0                   | 9                          | 0                          | 1                          | 45    | 7     | 4      |
| R. S. C. Anderlecht · Bélgica | 1.ª           | 2016-17       | 37    | 13    | 13     | 1                   | 0                   | 1                   | 15                         | 5                          | 1                          | 53    | 18    | 15     |
| R. S. C. Anderlecht · Bélgica | Total club    | Total club    | 139   | 26    | 27     | 10                  | 4                   | 1                   | 36                         | 5                          | 3                          | 185   | 35    | 31     |
| A. S. Mónaco F. C. Francia | 1.ª           | 2017-18       | 27    | 0     | 1      | 4                   | 0                   | 1                   | 4                          | 1                          | 0                          | 35    | 1     | 2      |
| A. S. Mónaco F. C. Francia | 1.ª           | 2018-19       | 20    | 5     | 1      | 4                   | 0                   | 0                   | 6                          | 0                          | 0                          | 30    | 5     | 1      |
| A. S. Mónaco F. C. Francia | Total club    | Total club    | 47    | 5     | 2      | 8                   | 0                   | 1                   | 10                         | 1                          | 0                          | 65    | 6     | 3      |
| Leicester City F. C. Inglaterra | 1.ª           | 2018-19       | 13    | 3     | 4      | —                   | —                   | —                   | —                          | —                          | —                          | 13    | 3     | 4      |
| Leicester City F. C. Inglaterra | 1.ª           | 2019-20       | 37    | 3     | 6      | 7                   | 2                   | 2                   | —                          | —                          | —                          | 44    | 5     | 8      |
| Leicester City F. C. Inglaterra | 1.ª           | 2020-21       | 38    | 6     | 4      | 6                   | 3                   | 1                   | 7                          | 0                          | 0                          | 51    | 9     | 5      |
| Leicester City F. C. Inglaterra | 1.ª           | 2021-22       | 32    | 6     | 4      | 5                   | 1                   | 0                   | 13                         | 0                          | 1                          | 50    | 7     | 5      |
| Leicester City F. C. Inglaterra | 1.ª           | 2022-23       | 31    | 3     | 2      | 6                   | 1                   | 0                   | ―                          | ―                          | ―                          | 37    | 4     | 2      |
| Leicester City F. C. Inglaterra | Total club    | Total club    | 151   | 21    | 20     | 24                  | 7                   | 3                   | 20                         | 0                          | 1                          | 195   | 28    | 24     |
| Aston Villa F. C. Inglaterra | 1.ª           | 2023-24       | 32    | 2     | 6      | 3                   | 0                   | 0                   | 11                         | 1                          | 1                          | 46    | 3     | 7      |
| Aston Villa F. C. Inglaterra | 1.ª           | 2024-25       | 36    | 3     | 7      | 5                   | 0                   | 0                   | 12                         | 2                          | 3                          | 53    | 5     | 10     |
| Aston Villa F. C. Inglaterra | 1.ª           | 2025-26       | 1     | 0     | 0      | 0                   | 0                   | 0                   | 0                          | 0                          | 0                          | 1     | 0     | 0      |
| Aston Villa F. C. Inglaterra | Total club    | Total club    | 69    | 5     | 13     | 8                   | 0                   | 0                   | 23                         | 3                          | 4                          | 100   | 8     | 17     |
| Total carrera | Total carrera | Total carrera | 406   | 57    | 62     | 50                  | 11                  | 5                   | 89                         | 9                          | 8                          | 545   | 77    | 75     |
| (1)Incluidos los datos de la Copa de Bélgica (2013-14, 2014-15, 2015-16, 2016-17) y Supercopa de Bélgica (2013, 2014) (2)Incluidos los datos de la Liga de Campeones de la UEFA (2013-14, 2014-15, 2016-17) y Liga Europa de la UEFA (2014-15, 2015-16, 2016-17) |               |               |       |       |        |                     |                     |                     |                            |                            |                            |       |       |        |

### Selecciones
Actualizado al 28 de marzo de 2017.
Último partido citado: Rusia 3 - 3 Bélgica
| Sub-15 · Bélgica                                           | 2011/12       | -  | - | - | - | 4  | 2  | 4  | 2  |
| Sub-15 · Bélgica                                           | Total sel.    | -  | - | - | - | 4  | 2  | 4  | 2  |
| Sub-16 · Bélgica                                           | 2012/13       | -  | - | - | - | 10 | 8  | 10 | 8  |
| Sub-16 · Bélgica                                           | Total sel.    | -  | - | - | - | 10 | 8  | 10 | 8  |
| Sub-21 · Bélgica                                           | 2013/14       | 2  | 0 | - | - | 1  | 0  | 3  | 0  |
| Sub-21 · Bélgica                                           | 2014/15       | 2  | 2 | - | - | 2  | 1  | 4  | 3  |
| Sub-21 · Bélgica                                           | 2015/16       | 5  | 1 | - | - | 0  | 0  | 5  | 1  |
| Sub-21 · Bélgica                                           | 2016/17       | 2  | 2 | - | - | 0  | 0  | 2  | 2  |
| Sub-21 · Bélgica                                           | Total sel.    | 11 | 5 | - | - | 3  | 1  | 14 | 6  |
| Absoluta · Bélgica                                         | 2014/15       | 0  | 0 | - | - | 0  | 0  | 0  | 0  |
| Absoluta · Bélgica                                         | 2016/17       | 1  | 0 | - | - | 2  | 0  | 3  | 0  |
| Absoluta · Bélgica                                         | Total sel.    | 1  | 0 | - | - | 2  | 0  | 3  | 0  |
| Total carrera                                              | Total carrera | 12 | 5 | - | - | 19 | 11 | 31 | 16 |
| (1)Incluidos los datos de la Eurocopa Sub-21 (2015 y 2017) |               |    |   |   |   |    |    |    |    |

### Resumen estadístico
|                             | Partidos | Goles | Promedio |
| --------------------------- | -------- | ----- | -------- |
| Liga                        | 166      | 26    | 0,18     |
| Copas nacionales            | 14       | 4     | 0,40     |
| Copas internacionales       | 40       | 6     | 0,13     |
| Selección de Bélgica sub-15 | 4        | 2     | 0,50     |
| Selección de Bélgica sub-16 | 10       | 8     | 0,80     |
| Selección de Bélgica sub-21 | 14       | 6     | 0,42     |
| Selección de Bélgica        | 13       | 0     | 0,00     |
| Total                       | 261      | 52    | 0,20     |

## Palmarés

### Títulos nacionales
| Título               | Equipo               | País       | Año  |
| -------------------- | -------------------- | ---------- | ---- |
| Supercopa de Bélgica | R. S. C. Anderlecht  | Bélgica    | 2013 |
| Pro League           | R. S. C. Anderlecht  | Bélgica    | 2014 |
| Supercopa de Bélgica | R. S. C. Anderlecht  | Bélgica    | 2014 |
| Pro League           | R. S. C. Anderlecht  | Bélgica    | 2017 |
| FA Cup               | Leicester City F. C. | Inglaterra | 2021 |
| Community Shield     | Leicester City F. C. | Inglaterra | 2021 |

### Distinciones individuales
| Distinción                                                                         | Año  |
| ---------------------------------------------------------------------------------- | ---- |
| Parte de los 50 mejores futbolistas sub-18 del mundo según medio Goal.com          | 2014 |
| Parte de los 40 mejores jugadores del mundo para The Guardian (categoría 1997)     | 2014 |
| Parte de los 50 mejores futbolistas sub-18 del mundo según medio Goal.com          | 2016 |
| Parte de los 50 mejores futbolistas sub-20 del mundo según medio La Gazzetta       | 2016 |
| Parte de los 59 mejores futbolistas sub-21 del mundo (#16) según medio FourFourTwo | 2016 |
| Bota de Ébano                                                                      | 2017 |